# Japanische Fallschirme im Zweiten Weltkrieg
Für den Aufbau einer eigenen Fallschirmjägertruppe wurden im Kaiserreich Japan die Sprungfallschirme Typ 1, Typ 1 Spezial und Typ 4 entwickelt, die von Einheiten der japanischen Marineinfanterie und des Heeres während des Zweiten Weltkrieges verwendet wurden.

## Geschichte

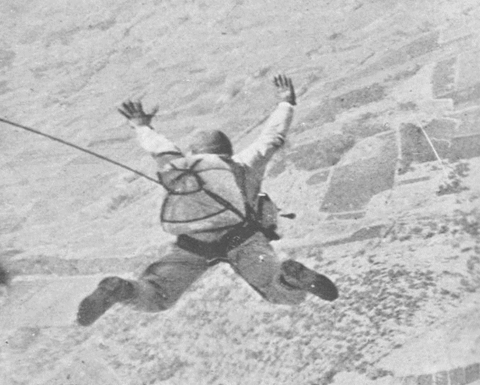
Fallschirmjäger des Heeres beim Absprung

Die Aufstellung einer japanischen Fallschirmjägertruppe begann nach den deutschen Erfolgen mit dieser neuen Truppengattung während der Feldzüge im April (Weserübung) und Mai 1940 (Westfeldzug). Die Entwicklung verlief aufgrund der starken offenen Rivalität zwischen der Marine und dem Heer in diesen Teilstreitkräften parallel nebeneinander. Bei der japanischen Marine wurde im November 1940 die 1001. Experimentale Erprobungseinheit geschaffen, die auch mit der Suche nach einer geeigneten Fallschirmsprungausrüstung beauftragt wurde. Nach den ersten Puppenabwürfen mit verfügbaren und modifizierten Rettungsfallschirmen für Piloten sprangen die Soldaten dieser Einheit im Januar 1941 erstmals aus einem fliegenden Flugzeug. Ein Monat nach der Marine stellte auch das Heer unter strenger Geheimhaltung eine zum gleichen Zweck bestimmt Versuchseinheit auf. Nach der Sichtung und Erprobung der verfügbaren Fallschirme unter Zuhilfenahme mehrerer Puppenabwürfe sprang diese 10 Mann umfassende Einheit im Februar 1941 zum ersten Mal.
In den ersten Versuchssprüngen wurde auch damit experimentiert, die manuell vom Springer zu öffnenden Fallschirme für längere Freifallsprünge zu nutzen. So sollte der Soldat nach einem Absprung aus 1200 Meter den Schirm erst bei knapp über 100 Meter öffnen, damit die Absetzflugzeuge außerhalb leichter Flakgeschütze fliegen konnten und der Springer bei der geringen Öffnungshöhe nur kurze Zeit der feindlichen Waffenwirkung am Fallschirm ausgesetzt blieb. Diese Versuche waren aufgrund der großen Probleme bezüglich Ausbildung und Ausrüstung nicht erfolgreich und waren ihrer Zeit schlichtweg zu weit voraus. Nach den daraus resultierenden Erfahrungen konzentrierte man die weitere Erprobung auf automatisch öffnende Fallschirme für einen schnellen Absetzvorgang in geringer Höhe.
Bis zum Herbst 1941 kamen circa 100 deutsche Ausbilder mit ihrer Erfahrung und ihrer Ausrüstung nach Japan, um das Kaiserreich bei der Aufstellung eigener Fallschirmjägertruppen zu unterstützen. Auf ihren Ratschlag hin wurde die Ausbildung intensiviert und auf Fallschirmspringerschulen konzentriert und einige Details der japanischen Ausrüstung und Ausbildung trugen von da an deutsche Züge.

## Entwicklung
Während der Erprobungsphase griffen das Heer und die Marine auf verschiedene in ihrem Bestand befindliche Fallschirme für ihre Flugzeugbesatzungen zurück. Dazu gehörte der für Bordschützen und Beobachter eingeführte Fallschirm Typ 89 Model 3 (八九式落下傘三型, hachikyū-shiki rakkasan san-gata), der sowohl mit einer Aufziehleine als auch manuell geöffnet werden konnte. Er wurde für die Aufnahme eines vor der Brust getragenen Reserveschirms modifiziert. Allerdings muss die Anbringung so unzweckmäßig gewesen sein, dass sich bei der Landung viele Springer an dem Reserveschirm das Kinn aufschlugen.
Mit dem unter dem Gesäß getragenen Typ 97 Model 2 (九七式落下傘二型, kyūnana-shiki rakkasan ni-gata) wurde auch ein Fallschirm mit manueller Öffnung erprobt. Die nur 7,3 Meter im Durchmesser messende Fallschirmkappe war aber zu klein für eine akzeptable Sinkgeschwindigkeit und darüber hinaus recht pendelanfällig. Ein weiterer erprobter Fallschirm war der auf dem Rücken getragene Typ 92, bei dem nicht klar ist, ob er die erste eigenständige Entwicklung für die japanischen Fallschirmjäger war oder nur eine Modifikation eines Pilotenschirms, zumal auch eine Gurtzeugreihe diese Bezeichnung erhielt. Mit diesem ebenfalls 7,3 m breiten und manuell zu öffnenden Schirm wurden die angesprochenen Freifallsprünge erprobt, die zu einigen tödlichen Unfällen führten.

## Typ 1
Auf Basis dieser teuer erkauften Erfahrungen mündeten die Erprobungen in den ab 1941 von der Fujikura Kōkū Kōgyō K.K. (藤倉航空工業株式会社, engl. Fujikura Aircraft Industry; heute: Fujikura Kōsō K.K. (藤倉航装株式会社, engl. Fujikura Parachute Co., Ltd.)) aus Tokio für das Heer und die Marine hergestellten Sprungfallschirm mit der Bezeichnung Typ 1 (一式落下傘, isshiki rakkasan). Die wenigen Unterschiede des Typ 1 im Vergleich zu den vorher erprobten Rettungsschirmen der Piloten reduzierten sich fast ausschließlich auf eine Aufziehleine, die größere Kappe und dem vor der Brust getragenen Reserveschirm.
So verfügt auch der Typ 1 über keinen Verpackungssack. Stattdessen wurde die 5,2 m lange Aufziehleine direkt mit einem Sollbruchband mit geringer Festigkeit an die Öffnungsklappe der Packhülle geknotet und damit der Öffnungsvorgang eingeleitet. Die vier Klappen der Packhülle aus Baumwolle umschlossen den Fallschirm und wurden mit mehreren Gummibändern auf Zug gehalten. Diese hatten den Zweck die Klappen, nachdem sie von der Aufziehleine ausgelöst wurden, soweit zurückzuziehen, dass die anströmende Luft ungehindert die Fallschirmkappe entfalten konnte. Dieses primitive Prinzip war weitaus störanfälliger als die mit einem Verpackungssack arbeitenden Fallschirme. So öffnete sich die Kappe, bevor die Fangleinen gestrafft waren, was zu einem starken Entfaltungsstoß führte und leicht Fehlöffnungen durch ein Brötchen als übergeworfene Fangleinen nach sich ziehen konnte. Die Fangleinen wurden am Rückenteil der Packhülle in zwei Schlaufenreihen eingefädelt. Obwohl der Typ 1 beim Heer und der Marine baugleich verwendet wurde, unterschieden sie sich in der Farbgebung der Packhülle. Wie bei den Pilotenschirmen war die Packhülle bei der Marine dunkelgrün mit orangefarbenen Rändern, während das Heer die Packhülle von Haupt- und Reserveschirm genau entgegengesetzt färben ließ.
Die aus weißer Naturseide gefertigte Fallschirmkappe setzte sich aus 24 Bahnen zu je 4 Feldern zusammen und maß 8,5 m im Durchmesser. Am Scheitelpunkt befand sich eine Scheitelöffnung, damit die dort ausströmende Luft ein Pendeln verringerte. Trotzdem wurde der Typ 1 mit einem Pendelwinkel von bis zu 20 Grad als ziemlich instabil beschrieben. Die Sinkgeschwindigkeit lag mit circa 5 m/s dagegen in einem recht angenehmen Bereich. Allerdings neigte der Fallschirm aufgrund des unkontrollierten Öffnungsvorgangs oft zum starken Verdrehen der Fangleinen ineinander, was oft fatal endete, wenn es dem Soldaten nicht gelang, während des beschleunigten Sinkens die Fangleinen wieder zu entwirren. Die 24 Fangleinen waren an D-Ringen an den 4 Haupttragegurte befestigt, die wiederum an den Schultern mit dem Gurtzeug zusammenliefen. Indem der Springer an einem oder mehreren der Haupttragegurte zog, konnte er das Pendeln und die Flugrichtung des Schirmes durch Slippen gering beeinflusst werden. Die japanische Marine sprang teilweise mit gefärbten Fallschirmkappen, um den Soldaten beim Sprung und nach der Landung die Orientierung zu erleichtern, indem die Gruppenführer mit einer blauen und die Zugführer mit einer roten Kappe sprangen. Die Fallschirme konnten maximal einen Monat lang gelagert werden, bevor sie wieder neu gepackt werden mussten.
Das olivfarbene und leichte Gurtzeug war aus Seide und Baumwolle gefertigt und entsprach den Gurtzeugen der Pilotenfallschirme. Das Rückenteil war leicht gepolstert und bedeckte den gesamten Rücken. An der Vorderseite führten 4 Gurte aus den Schulter- und den Beingurten kommend, in den über dem Bauch liegenden Schnellverschluss. Der Springer musste am Schnellverschluss zwei federgespannte Hebel betätigen und dann eindrücken, um 3 Gurte freizugeben, was der Funktionsweise des Schnellverschlusses der britischen Irvin-Fallschirme entspricht. Allerdings soll der nicht exakt nachgebaute japanische Verschluss nicht die gleiche Zuverlässigkeit gehabt haben. Alle Metallteile des Gurtzeugs, darunter auch die D-Ringe für die Aufnahme des Reservefallschirms, der persönlichen Waffe und der Ausrüstung, waren verchromt.

## Typ 1 Spezial

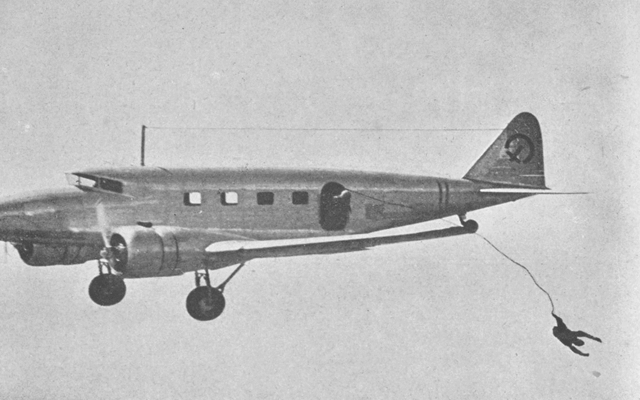
Absprung mit Typ 1 Spezial

Die Marine entschloss sich nach den Erfahrungen mit dem Typ 1 zur Einführung einer Weiterentwicklung mit der Bezeichnung Typ 1 Spezial (一式落下傘特型, isshiki rakkasan tokugata). Der größte Unterschied war die Verbindung zwischen Fallschirm und Gurtzeug, die jetzt in einer einzelnen Aufhängung zwischen den Schulterblättern des Springers lag, ähnlich den deutschen und italienischen Fallschirmen. Dadurch konnte zwar das anscheinend große Problem der Japaner mit den Fangleinenverdrehungen verhindert werden, aber der Springer konnte jetzt nicht mehr in die Fangleinen greifen und damit seinen Sinkflug irgendwie beeinflussen. Der zweite große Unterschied war die auf 26 Meter verlängerte Aufziehleine. Warum die Marine diese Länge einführte, ist unbekannt und könnte nur damit erklärt werden, dass die Fallschirmöffnung weit entfernt von Leit- und Fahrwerk des Absetzflugzeuges erfolgen sollte. Der Typ 1 Spezial wurde nie für einen Gefechtssprung genutzt.

## Typ 4

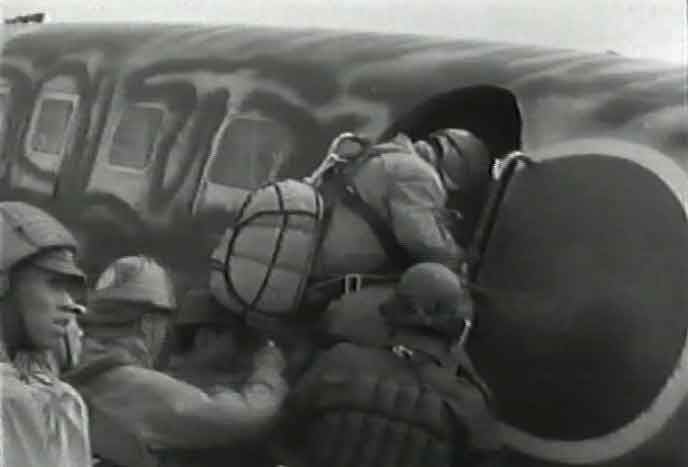
Typ-4-Fallschirm

Das japanische Heer hatte ähnliche Erfahrungen mit Fangleinenverdrehungen gemacht und entwickelten ab dem Jahr 1943 ihren als Typ 4 (四式落下傘, yonshiki rakkasan) bezeichneten Nachfolger. Wie bei dem Typ 1 Spezial der Marine wurden die Fangleinen zu einem großen D-Ring hinten am Gurtzeug zusammengeführt. Im Gegensatz zur Marineweiterentwicklung blieb die Aufziehleine aber unverändert und stattdessen wurde erstmals ein Verpackungssack verwendet. Dieser war aus Seide gefertigt, umschloss die Fallschirmkappe und war direkt mit der Aufziehleine verbunden. Beim Sprung öffnete sich die unveränderte Packhülle und gab den Verpackungssack frei, der wiederum die Fallschirmkappe freigab, sobald die Fangleinen gestrafft waren. Durch diese umgekehrte Öffnungsreihenfolge waren die Belastungen für den Springer und das Gurtzeug deutlich geringer und der Fallschirm als Ganzes zuverlässiger. Des Weiteren wurde die Kappe von dem bisher verwendeten halbrunden Querschnitte zu einer stärker gewölbten Form abgeändert. Dadurch sollte sich die Pendelanfälligkeit verringern. Für den gleichen Effekt wurde die Scheitelöffnung durch ein etwas tiefer eingenähtes elastisches Band röhrenartig geformt.

## Reserveschirm

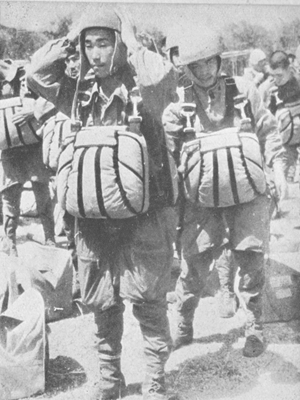
Heeres-Fallschirmjäger bereiten sich auf einen Sprung vor. Die Soldaten tragen einen Sprunganzug über ihrer Kleidung. Am Helm sind deutlich die Stoffdreiecke zu sehen, die mit Kinn- und Nackenriemen durchzogen sind. Vor dem Bauch ist ein Typ 97 Reservefallschirm befestigt.

Als Reserveschirm wurde der direkt aus dem Rettungsschirm für Piloten heraus modifizierte Typ 97 genutzt. Dieser hatte einen Durchmesser von 7,3 Metern und bestand aus 20 Bahnen mit ebenso vielen Fangleinen. Er wurde an D-Ringen befestigt vor der Brust des Springers getragen und sollte geöffnet werden, falls sich der Hauptschirm nicht innerhalb von 4 Sekunden ordnungsgemäß öffnete, indem am roten ballähnlichen Griff an der rechten Seite gezogen wurde. Die Klappen der Packhülle waren ebenfalls mit Gummibändern auf Zug gehalten und gaben einen Hilfsschirm frei, der die Entfaltung der großen Fallschirmkappe auch bei geringerer Sinkgeschwindigkeit unterstützte. Obwohl die 5 kg schweren Reserveschirme gerade für die Trainingssprünge aus größerer Höhe sehr zweckmäßig waren, wurden sie eher als notwendiges Übel betrachtet, das Platz und Gewicht kostete. Verlässlichere Hauptschirme sollten nach Ansicht der Militärs die Notwendigkeit für einen Reserveschirm überwinden.
Durch die deutsche Ausbildungsunterstützung waren die japanischen Fallschirmjäger in der „deutschen“ Art der Absprunghaltung (siehe erstes Bild oben rechts) und der Landerolle trainiert worden. Weil der Reserveschirm bei dieser Art der Landung sehr hinderlich war und schon bei der Fallschirmerprobung zu vielen aufgeschlagenen Kinns führte, wurde der Reserveschirm bei erfolgreich geöffneten Hauptschirm vor der Landung abgeworfen. Bei Gefechtssprüngen war der Reserveschirm wegen der geringen Absprunghöhe nicht nutzbar und wurde durch einen Ausrüstungsbeutel ersetzt, der mit Karabinerhaken an den gleichen D-Ringen des Gurtzeugs befestigt war und vor der Landung an einem Seil herabgelassen werden sollte.

## Einsatz
Das japanische Militär in der damaligen Zeit war nicht für die besondere Fürsorge gegenüber seinen Soldaten bekannt, worunter auch die Fallschirmjäger von Anfang an zu leiden hatten. Bereits während der Fallschirmerprobung kam es zu einigen tödlichen Unfällen und auch danach blieb die Unfallrate hoch. Berichten zufolge wurden bei einem Trainingssprung 12 von 400 abgesetzten Soldaten getötet, bei einem anderen waren es zwei von 15 und bei einem weiteren sieben von 360 Soldaten. Die genauen Ursachen sind zwar nicht bekannt, diese sind jedoch wohl nicht nur in der mit gefährlichen Mängeln behaftete Ausrüstung, sondern auch in der ungenügenden Ausbildung zu suchen. So führte bei der Marine die vergleichbar kurze Ausbildung vor dem ersten Sprung, verbunden mit einem ungeeigneten Absetzgebiet in der Bucht von Tokio, zu mehreren Todesfällen durch Ertrinken. Mit einer intensiveren Ausbildung und der Einführung der neuen Schirme wurde die Verletzungswahrscheinlichkeit geringer.
Während des Krieges führten das Heer und die Marine jeweils zwei Einsätze per Fallschirmsprung durch. Die ersten drei Luftlandeoperationen unterstützten die Eroberung von Niederländisch-Indien mit dem Angriff auf Manado (Sulawesi) am 11. Januar 1942 durch die Marine, während der Schlacht von Palembang (Sumatra) am 14. Februar durch das Heer und auf Kupang (Timor) am 20. Februar wiederum durch einen Speziallandeverband der Marineinfanterie. Alle drei Gefechtssprünge wurden mit dem Typ-1-Fallschirm durchgeführt. Danach blieb die japanische Fallschirmjägertruppe jahrelang auf normale Infanterie- und Besatzungsaufgaben beschränkt bis Ende 1944 die Schlacht um Leyte auf den Philippinen tobte. In einem verzweifelten Versuch die Luftwaffenbasen der Amerikaner zu zerstören, sprangen Fallschirmjäger des Heeres während der Operation Te mit dem Typ 4 Fallschirm am 6. Dezember 1944 über Leyte ab.